# Sittisak Tarapan
Sittisak Tarapan (Thai สิทธิศักดิ์ ตาระพัน) là một cầu thủ bóng đá người Thái Lan. Anh hiện tại thi đấu cho Army United ở Thai League 2.